# Simulium arcticum
Simulium arcticum är en tvåvingeart som beskrevs av Malloch 1914. Simulium arcticum ingår i släktet Simulium och familjen knott. Inga underarter finns listade i Catalogue of Life.